# Yūki (huyện)
Yūki (結城郡 Yūki-gun) là huyện thuộc tỉnh Ibaraki, Nhật Bản. Tính đến ngày 1 tháng 10 năm 2020, dân số ước tính của huyện là 21.026 người và mật độ dân số là 360 người/km2. Tổng diện tích của huyện là 58,99 km2.